# 普拉姆巴尤鎮區 (阿肯色州傑佛遜縣)
普拉姆巴尤鎮區（英語：Plum Bayou Township）是位於美國阿肯色州傑佛遜縣的一個行政鎮區。

## 地方資料
普拉姆巴尤鎮區的面積為239.16平方千米，當中陸地面積為221.16平方千米，而水域面積為18.00平方千米。根據2010年美國人口普查的數據，當地共有人口1481人，而人口密度為每平方千米6.19人。